# Tomás Villanueva
Tomás Félix Villanueva Rodríguez (Valladolid, 25 de febrero de 1953-Tordesillas, 7 de septiembre de 2017) fue un abogado y político español afiliado al Partido Popular que, desde mediados de la década de 1990 y hasta 2015, desempeñó diversos puestos de consejero en los distintos gobiernos de la comunidad autónoma de Castilla y León. Fue por tanto el máximo ejecutivo autonómico en áreas como la industria, el comercio, el turismo, la educación, la economía y el empleo. Hasta su fallecimiento fue presidente de honor del Partido Popular de Valladolid.

## Biografía
Nacido el 25 de febrero de 1953 en Valladolid, fue licenciado en Derecho por la Universidad de Valladolid y diplomado por la Escuela de Práctica Jurídica de la misma universidad. Fue abogado de profesión, que ejerció como tal en los Colegios Profesionales de Madrid, Valladolid, Burgos, Segovia y Zamora. Sus inicios en la política se remontan a la etapa en la que fue asesor jurídico del grupo parlamentario regional de Alianza Popular, presidido por José María Aznar hasta el verano de 1989.
Miembro de los gobiernos de la comunidad autónoma de Castilla y León desde 1995, la primera responsabilidad que asumió en el ejecutivo regional fue la de consejero de Industria, Comercio y Turismo entre 1995 y 1999, periodo que corresponde a la cuarta legislatura. Bajo su mandato en este periodo se impulsó notablemente, en el ámbito de Valladolid, el Parque Tecnológico de Boecillo hasta convertirlo en un referente nacional que alberga hoy en su interior cerca de 150 empresas punteras en I+D, y se creó la Agencia de Desarrollo Económico de Castilla y León (ADE), principal instrumento del Gobierno regional para la dinamización del sector industrial y de las iniciativas empresariales en la comunidad. 
Es destacable también la creación, en la legislatura 2003-2007, del parque Tecnológico de León que alberga ya 20 empresas y el parque tecnológico de Burgos que está en construcción.
En 1999 fue nombrado vicepresidente responsable de la coordinación del área económica del Gobierno regional y consejero de Educación y Cultura, cargos que desempeñó hasta el 2001, en que fue nombrado vicepresidente único del Gobierno de Castilla y León. Durante su estancia al frente de la Consejería de Educación y Cultura impulsó numerosas actividades como la creación de la Fundación Siglo para las Artes, la promoción de infraestructuras culturales conmemorativas de la capitalidad cultural de Salamanca 2002, el Centro de la Cultura Tradicional de Zamora, el MUSAC de León, el Centro de la Música y las Artes Escénicas “Centro Cultural Miguel Delibes”, y la puesta en marcha del Museo de la Evolución Humana. En esta última etapa y bajo su dirección se completó la asunción de competencias en materia de educación no universitaria, diseñándose el proyecto educativo de Castilla y León vigente hasta la actualidad y que muestra unos buenos resultados según el Informe Pisa.
Posteriormente, tras las elecciones autonómicas de 2003 fue nombrado consejero de Economía y Empleo y desde el 30 de octubre de 2004 fue además vicepresidente segundo del gobierno de Castilla y León. Asimismo ocupó la presidencia de la Agencia de Inversiones y Servicios (ADE), y fue vicepresidente de la Comisión de Coordinación de Ciencia y Tecnología de Castilla y León y presidente del Consejo para la Internacionalización de Castilla y León. Fue también el impulsor del Plan de Internacionalización de la comunidad autónoma.

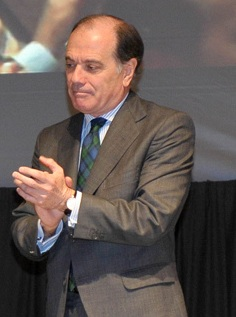
Fotografiado en 2011

El objetivo de esta estrategia de internacionalización es consolidar los resultados obtenidos con el I Plan para la Internacionalización 2004-2007 que apostó por la diversificación geográfica de las exportaciones regionales, el impulso de nuevos sectores potencialmente exportables y por incrementar el número de empresas exportadoras hasta superar las 3.000, lo que se refleja en un equilibrio en los datos de comercio exterior con una tasa de cobertura de las exportaciones regionales el último ejercicio del 119%, muy por encima del valor registrado por el conjunto de España que es del 76%. 
Tomás Villanueva fue cofundador, junto con José María Aznar, de la FAES (Fundación para el Análisis y los Estudios Sociales). Asimismo, fue miembro del Comité Ejecutivo de la Confederación Española de Fundaciones y patrono de varias fundaciones de ámbito nacional.
Su trayectoria en la vida política se inició como secretario de la Junta Local del Partido Popular de Laguna de Duero. Fue asesor jurídico del Grupo Parlamentario Popular de las Cortes de Castilla y León desde 1987 a 1995 y fue procurador en el Parlamento regional en cuatro legislaturas (1995-1999, 1999-2003, 2003-2007 y 2007-2011).
Fue elegido presidente del Partido Popular de Valladolid en 1993, cargo que ocupó hasta el congreso provincial del Partido Popular celebrado el 13 de diciembre de 2008.

### Nodalia
Bajo su mandato y por su decisión personal (junto con Begoña Hernández Muñoz, Viceconsejera de Economía de la Junta de Castilla y León, y Rafael Delgado Núñez, Secretario General de la Consejería de Economía y Empleo de la Junta de Castilla y León) se impulsó la fusión de las sociedades CIC S. A. con CPI S. A. y T.Q.M. KAIZEN S. L. (las dos últimas pertenecientes a Ingenius Team S. L.) para formar Nodalia Solutions S. L.

cuyas instalaciones visitó personalmente el 6 de mayo de 2008. La compañía de capital-riesgo regional Sodical tenía previsto participar en Nodalia Solutions S.L. con una aportación cercana al 50 % y desprenderse progresivamente de su inversión para dar entrada a otras empresas del sector TIC. Cuatro días después de que Madrigal Participaciones (entidad propiedad de las cajas de ahorro de Castilla y León) y Sodical (participada por la Consejería de Economía y Empleo) transmitieran a Nodalia su negativa a invertir en el proyecto, se presenta un doble concurso de acreedores de Nodalia y CIC. Este proceso de integración finalizó en quiebra y el despido de toda la plantilla de la compañía debido a un ERE de extinción.

### Parque Tecnológico de Castilla y León
Sus intervenciones en empresas del Parque Tecnológico de Boecillo, en la provincia de Valladolid, han tenido diferentes resultados, como en los casos siguientes:
- Tecdis Display Ibérica: Fundada en 1989 como Cristaloyd, fue la primera compañía que se instaló en el parque de Boecillo. En 1992 pasó a ser propiedad pública con el nombre Dicryl, y tras recibir 38,6 millones en siete años, fue vendida en 1999 por solo 601 000 euros. La fábrica, que se dedicaba a producir pantallas de cristal líquido, cerró el 6 de julio del 2005 dejando en la calle a 179 trabajadores.[16] Sus bienes acabaron por ser vendidos a Pevafersa en pública subasta.[17]
- Tyco-Microser: Vendida en marzo de 2006 el día que acaba la obligación de mantener el empleo, habiendo sido la tercera empresa que más ayudas ha recibido de la Junta en toda historia y en suspensión de pagos desde febrero de 2007.[18][19]
- Deimos Imaging: Deimos Imaging inaugura en Boecillo la Estación de Seguimiento y Control del Deimos-1.[20]
- Centro de Telefónica I+D en Boecillo: Telefónica I+D, en portada de "Innovadores de Castilla y León".[21]

### Fusión de las cajas de ahorro de Castilla y León
Asimismo fue el ideólogo de la fallida fusión de todas las cajas de ahorro de la comunidad, que daría lugar a una nueva entidad. Este proceso se llevó a cabo de forma parcial en enero de 2010 con la fusión de la leonesa Caja España y la salmantina Caja Duero para formar la octava entidad nacional por activos (con sede social, presidencia y órganos de gobierno ubicados en León, así como dirección general ejecutiva ubicada en Salamanca). Ha ubicado en Valladolid a la Federación Regional de Cajas de Ahorro así como a la sociedad de capital riesgo formada por las Cajas de la comunidad Madrigal Participaciones.